# ادوگاوا-کو، توکیو
منطقهٔ اِدُوگاوا (به ژاپنی: 江戸川区 Edogawa-ku) یکی از ۲۳ منطقه ویژه توکیو پایتخت ژاپن است.
این منطقه در شرق توکیو واقع شده و ۴۹٬۸۶ کیلومتر مربع مساحت دارد.

## رودهای ادوگاوا
- ادوگاوا
- کیوادوگاوا
- شینناکاگاوا
- آراگاوا
- کیوناکاگاوا
- ناکاگاوا
- ساکونگاوا
- شینکاوا

## نگارخانه

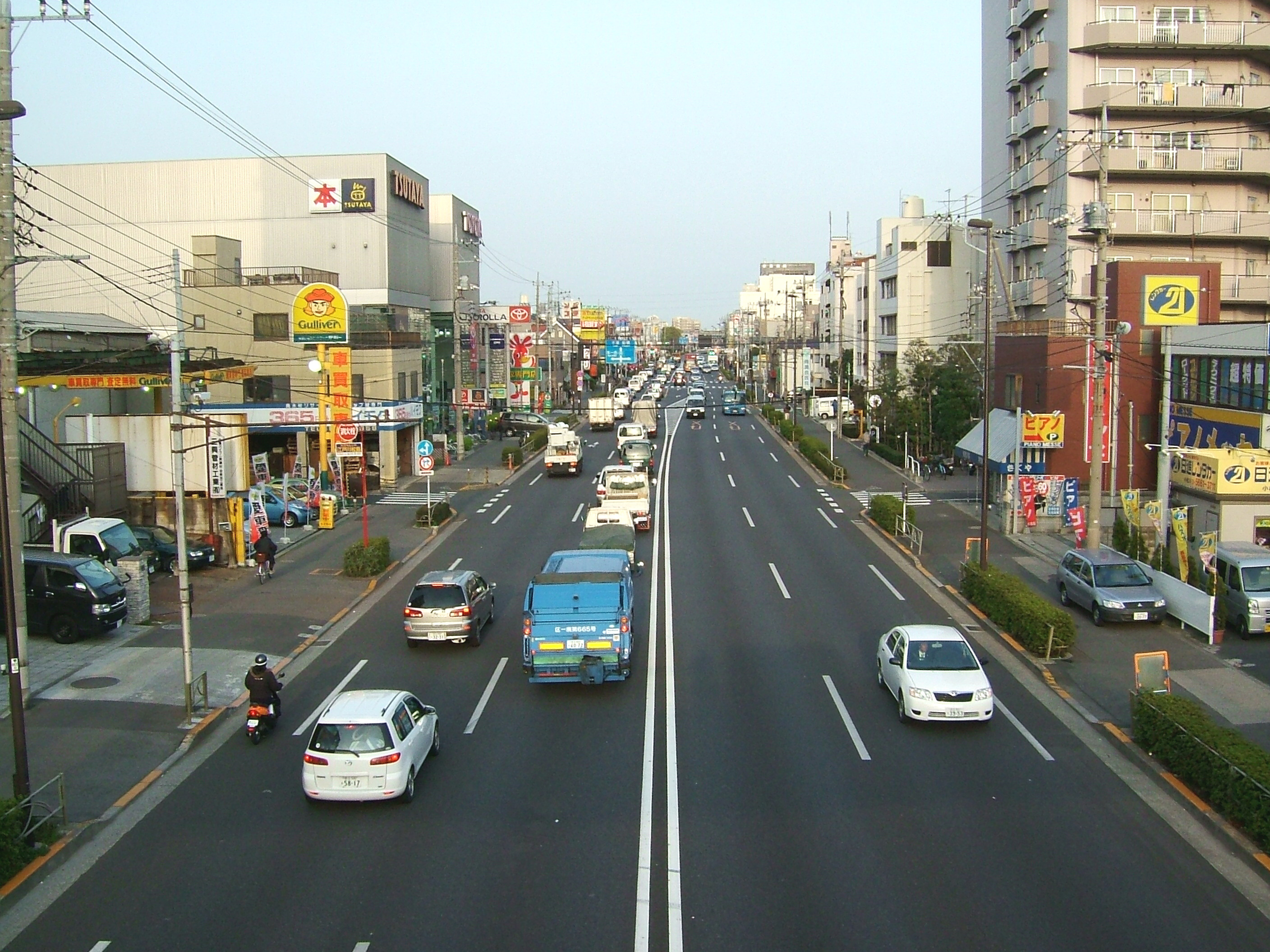
جادهٔ ملی شمارهٔ ۱۴، واقع در منطقهٔ ادوگاوا